# Lista picturilor murale din Satulung
Acest articol dezvoltă o secțiune Lista picturilor murale din Satulung a articolului principal, Mișu Popp.
Cea mai însemnată colecție de picturi religioase realizate de către Mișu Popp se regăsește în Biserica Adormirii Maicii Domnului din Comuna Satulung (astăzi orașul Săcele) de lângă Brașov. În interiorul bisericii au fost executate de către artist un set de picturi murale, compus din 67 de scene distribuite pe pereții lăcașului, în navă și altar precum și pe bolțile tindei. În plus de aceste picturi realizate în tempera, există și câteva lucrări executate în ulei pe iconostas (Isus ca Împărat ceresc, Sf. Ioan Evanghelistul, Adormirea Maicii Domnului, Maica Domnului cu Pruncul în brațe, Sfinții Nicolae și Dimitrie, arhanghelii Mihail și Gavril și Sfânta Treime). După părerea lui Virgil Vătășianu, critic de artă, picturile în integritatea lor au fost executate într-o perioadă de timp foarte scurtă. Datarea lucrărilor arată că realizarea lor s-a făcut începând din anul 1870 (Isus Împărat ceresc) și 1873 (Sfinții Nicolae și Dimitrie). O singură excepție iese în evidență, Învierea lui Isus care este datată în anul 1881.

Picturile murale din Biserica Adormirii Maicii Domnului din Satulung
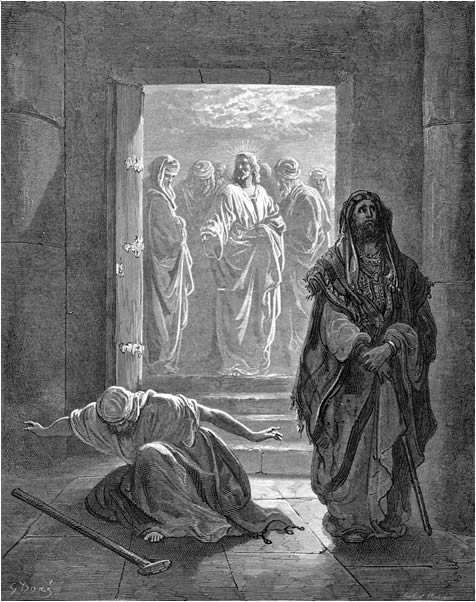
Gravură G. Doré
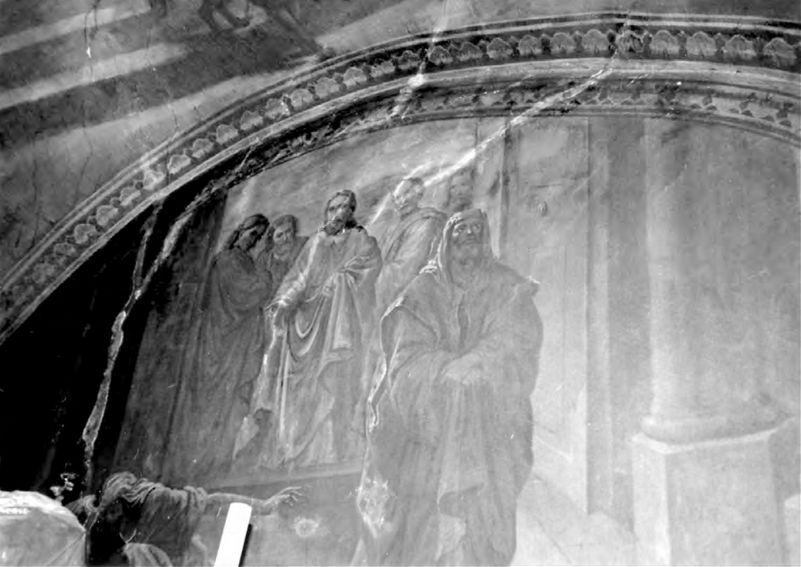
Vameșul și fariseul - de Mișu Popp
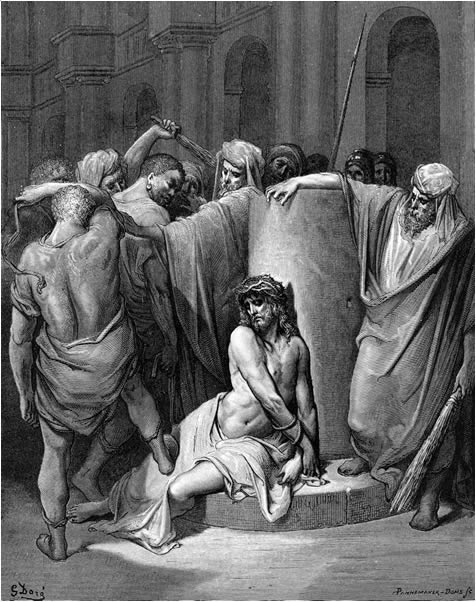
Gravură G. Doré
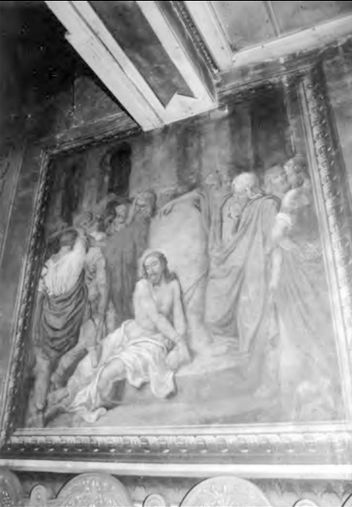
Biciuirea lui Isus
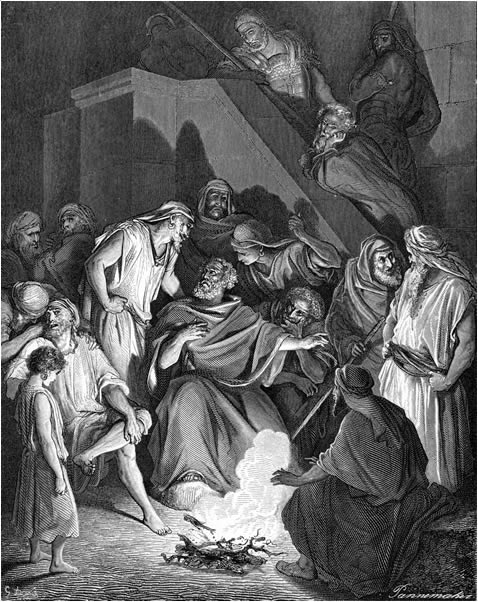
Gravură G. Doré
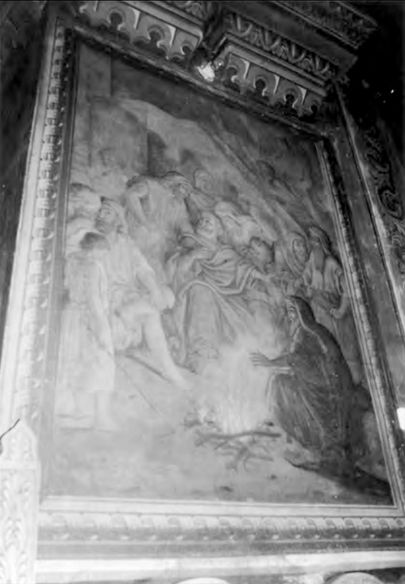
Lepădarea lui Petru

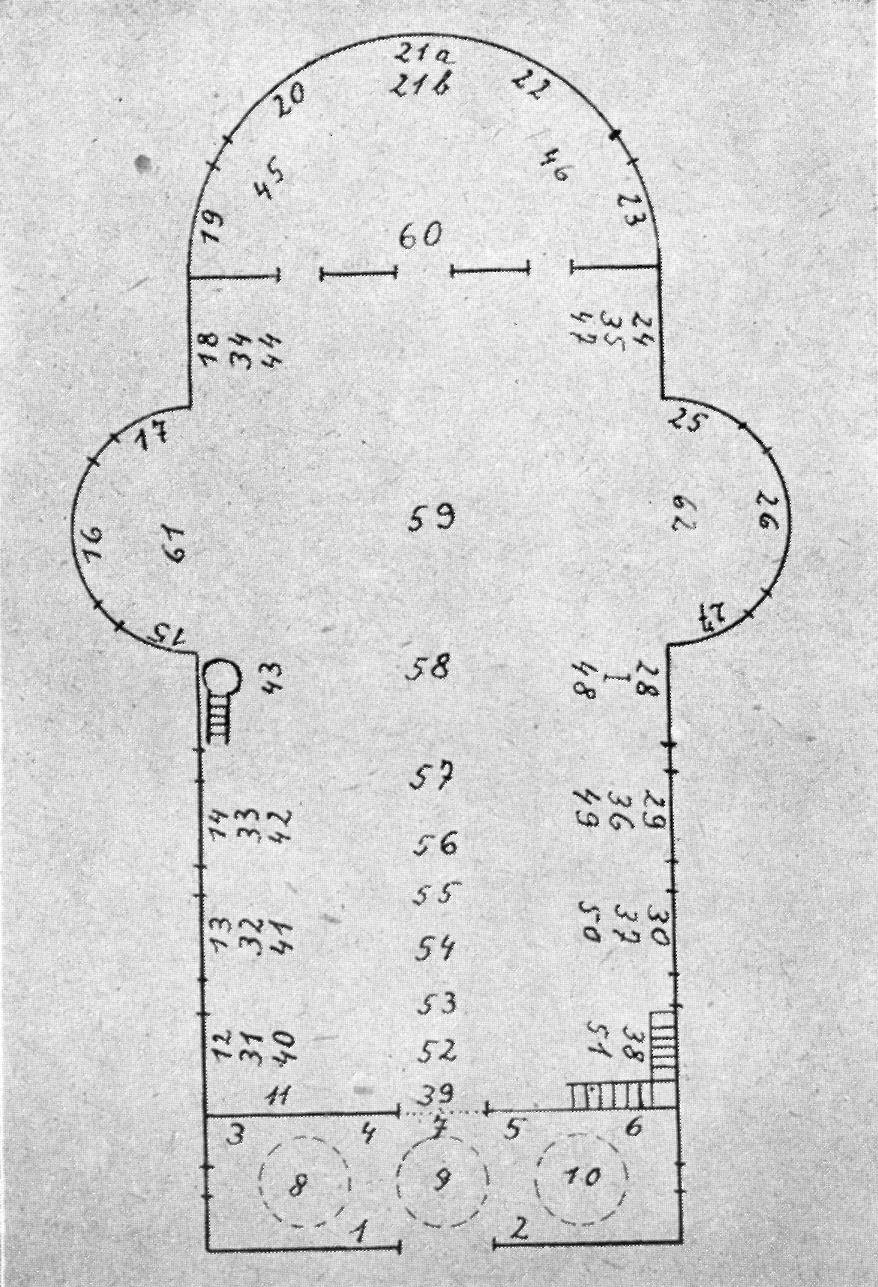
Distribuția picturilor murale în Biserica din Satulung

O constatare importantă din punct de vedere iconografic în ce privește complexul de picturi murale de la Săcele, este înlocuirea în totalitate  a reprezentărilor de tip bizantin cu motive ale iconografiei occidentale. Există doar trei excepții întruchipate de trei icoane ale Adormirii Maicii Domnului. Izvoarele cele mai prolifice de inspirație ale lui Mișu Popp au fost xilografiile făcute după desenele realizate de Gustave Doré în vederea ilustrării Noului Testament. Există copii directe (Biciuirea lui Isus și altele) precum și compoziții adaptate din aceste stampe (Isus pe muntele măslinilor, Isus umblând pe mare). Tot în acest complex pictural se mai vad influențe după stampa lui Jan van Luyken (Vindecarea ologului) și  Rubens (Luarea de pe cruce). Printr-o simplă analiză a picturilor murale de la Satulung, nu este foarte greu de remarcat sursele de inspirație ale lui Mișu Popp, picturi de Michelangelo, Leonardo Da Vinci, Rafael, Rembrandt, Peter Paul Rubens, Johann Michael Rothmayr, Jan van Luyken la Gustave Doré. Mișu Popp a preluat de la Rafael atitudinile elegante ale personajelor și frumusețea pură, de la Michelangelo forța și vitalitatea. Se poate spune chiar că, pictorul a fost impresionat de maniera lui Tintoretto prin modul cum acesta din urmă a realizat semnificația gesturilor sau îndrăzneala miscărilor.
Caracteristicile principale privitoare la tehnica și spiritul compozițiilor realizate de către Mișu Popp aparțin clasicismului în artă, ale cărui elemente sunt: predominanța valorilor exprimării plastice în comparație cu cele coloristice, evitarea grupărilor complicate cu reprezentarea cât mai limpede a valorilor energetice și tendința de a echilibra compoziția prin mișcări și contra-mișcări. Considerațiile referitoare la picturile murale ale lui Mișu Popp executate majoritar în tempera, cuprind și modalitățile de expunere prin rame cu motive geometrice sau vegetale, zugrăvite cu aur.  Plasticitatea obținută prin modelarea cu tonuri locale este robustă și figurile sunt desenate masiv, iar cele care pozează fără rost, sunt cu totul eliminate. Cutele draperiilor apar groase, molatece, cu rotunjimi uneori exagerate. Cromatica este vie, opusă caracterului discret al temperei utilizate, iar intensitatea ei este foarte bine armonizată.
Lista picturilor murale din Biserica din Satulung este următoarea:
| Nr.Crt. | Nume scenă biblică                            | Autor stampă                   | Imagine stampă | Pictură Mișu Popp |
| ------- | --------------------------------------------- | ------------------------------ | -------------- | ----------------- |
| 1       | Sf. Mucenic Dumitru                           |                                |                |                   |
| 2       | Sf. Mucenic Gheorghe                          |                                |                |                   |
| 3       | Vindecarea orbilor                            |                                |                |                   |
| 4       | Sf. Apostol Petru                             |                                |                |                   |
| 5       | Sf. Apostol Pavel                             |                                |                |                   |
| 6       | Alungarea Evreilor din templu                 |                                |                |                   |
| 7       | Adormirea Maicii Domnului                     | Reprezentare bizantină         |                |                   |
| 8       | Regele proroc David                           |                                |                |                   |
| 9       | Dumnezeu Tatăl                                |                                |                |                   |
| 10      | Regele proroc Solomon                         |                                |                |                   |
| 11      | Încoronarea cu spini                          |                                |                |                   |
| 12      | 5 învățături ale Iui Isus                     |                                |                |                   |
| 13      | Ecce homo                                     |                                |                |                   |
| 14      | Baterea în cuie                               | Gustave Doré                   |                |                   |
| 15      | Răstignirea                                   |                                |                |                   |
| 16      | Luarea de pe cruce                            | Influențe Pieter Paulus Rubens |                |                   |
| 17      | Plângerea                                     |                                |                |                   |
| 18      | Botezul Domnului                              | Adaptare Gustave Doré          |                |                   |
| 19      | Sf. Arhidiacon Ștefan                         |                                |                |                   |
| 20      | Sf. Vasile cel Mare și Sf. Ieromonah Grigorie |                                |                |                   |
| 21a     | Cina cea de taină                             | Adaptare Gustave Doré          |                |                   |
| 21b     | Isus Pantocrator între doi îngeri             |                                |                |                   |
| 22      | Sf. Ioan Gură de aur și Sf. Ieromonah Nicolae |                                |                |                   |
| 23      | Sf. Diacon Laurențiu                          |                                |                |                   |
| 24      | Tăierea capului Sf. Ioan                      |                                |                |                   |
| 25      | Intrarea în Ierusalim                         | Adaptare Gustave Doré          |                |                   |
| 26      | Isus pe muntele Măslinilor                    | Gustave Doré                   |                |                   |
| 27      | Prinderea lui Isus                            |                                |                |                   |
| 28      | Lăpădarea lui Petru                           | Gustave Doré                   |                |                   |
| 29      | Isus în fața lui Ana și Caiafa                |                                |                |                   |
| 30      | Biciuirea lui Isus                            | Gustave Doré                   | cenetr         |                   |
| 31      | Lazăr și bogatul                              | Gustave Doré                   |                |                   |
| 32      | Banul cesarului                               | Adaptate Gustave Doré          |                |                   |
| 33      | Fuga în Egipt                                 |                                |                |                   |
| 34      | Nașterea Sf. Ioan Botezătorului               |                                |                |                   |
| 35      | Întâlnirea Măriei cu Elisabeta                |                                |                |                   |
| 36      | Prezentarea la templu                         |                                |                |                   |
| 37      | Întâmpinarea Domnului                         |                                |                |                   |
| 38      | Isus Ia Marta și Măria                        | Gustave Doré                   |                |                   |
| 39      | Isus umblând pe mare                          | Gustave Doré                   |                |                   |
| 40      | Vameșul și fariseul                           | Gustave Doré                   |                |                   |
| 41      | Isus între cărturari                          | Adaptate Gustave Doré          |                |                   |
| 42      | Vindecarea orbului                            |                                |                |                   |
| 43      | Înălțarea Domnului                            | Adaptate Gustave Doré          |                |                   |
| 44      | Vestirea către Zaharia                        |                                |                |                   |
| 45      | Ev. Matei și Marcu cu animalele               |                                |                |                   |
| 46      | Ev. Ioan și Luca cu animalele                 |                                |                |                   |
| 47      | Bunavestire                                   | Adaptate Gustave Doré          |                |                   |
| 48      | Schimbarea la față                            | Adaptate Gustave Doré          |                |                   |
| 49      | Vindecarea ologului                           | Adaptare Jan Luyken            |                |                   |
| 50      | Banul văduvei                                 |                                |                |                   |
| 51      | Fiul risipitor                                | Adaptate Gustave Doré          |                |                   |
| 52      | Învierea fiicei lui Iair                      | Adaptate Gustave Doré          |                |                   |
| 53      | Învierea lui Lazăr                            |                                |                |                   |
| 54      | Isus în mijlocul copiilor                     |                                |                |                   |
| 55      | Isus și Samarineanca                          | Gustave Doré                   |                |                   |
| 56      | Toma necredinciosul                           | Adaptate Gustave Doré          |                |                   |
| 57      | Femeile la mormânt                            |                                |                |                   |
| 58      | Învierea lui Isus                             |                                |                |                   |
| 59      | Învierea morților                             |                                |                |                   |
| 60      | Coborârea sf. Duh                             |                                |                |                   |
| 61      | Isus pe cruce                                 |                                |                |                   |
| 62      | Nașterea lui Isus                             | Reprezentarea bizantină        |                |                   |